# Montgomery Clift
Edward Montgomery Clift (Omaha, Nebraska, 17 de octubre de 1920-Nueva York, 23 de julio de 1966), conocido como Montgomery Clift, fue un actor estadounidense cuatro veces nominado a los premios Óscar; así como una vez a los Globos de Oro y BAFTA. Era conocido por sus interpretaciones de "jóvenes temperamentales y sensibles", según The New York Times.
Junto con Marlon Brando y James Dean, Clift fue considerado uno de los actores originales del método en Hollywood (aunque Clift se distanció del término); fue uno de los primeros actores en ser invitados a estudiar en el Actors Studio con Lee Strasberg y Elia Kazan.

## Primeros años
Era hijo de Ethel Fogg (adoptada por los Fogg) y de William Brooks Clift, un banquero proveniente del Sur. Tenía una hermana melliza, llamada primero Roberta pero a la que después le cambiaron el nombre para llamarse Ethel, y un hermano mayor, Brooks, que se casaría con Eleanor Roeloffs.
La historia de su madre, a la que llamaban "Sunny", marcó su infancia. Sunny había sido adoptada por los Fogg y supo a los dieciocho años por el doctor Edward E. Montgomery que sus verdaderos padres eran Woodbury Blair y María Anderson. Los Blair y los Anderson eran acaudaladas familias entre los que se encontraban políticos y generales de la guerra de Secesión. Sunny luchó toda su vida para que la reconocieran y educó a sus hijos para que fueran reconocidos. En 1928, Monty, como era conocido, embarcó con sus hermanos y su madre en viajes a Europa.

## Carrera
Con su aparición en Broadway a los trece años, Clift obtuvo éxito en los escenarios y actuó allí durante diez años antes de viajar a Hollywood, debutando en Río Rojo (1948), con John Wayne.

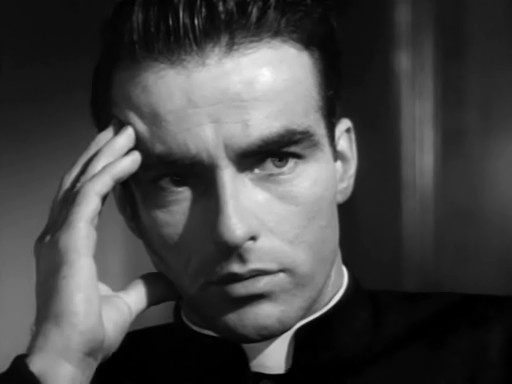
Fotograma del tráiler de la película de 1953 I Confess.

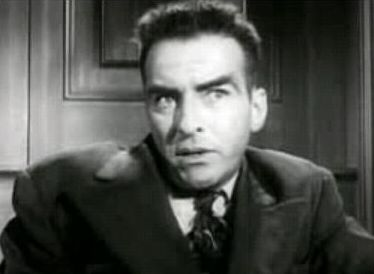
Fotograma del tráiler de la película de 1961 Judgment at Nuremberg, por la que fue nominado en los Premios Oscar, Globos de Oro y BAFTA.

También en 1948, Clift fue candidato a un premio Óscar al mejor actor por su interpretación en Los ángeles perdidos. Desde entonces, asentaría un nuevo modelo de actor protagonista, sensible, emocional y con una belleza melancólica, «el tipo de hombre que una mujer querría cuidar». Su carrera estuvo repleta de éxitos, interpretando muchos papeles nominados al Óscar y convirtiéndose en un ídolo por su presencia y atractivo. Sus escenas de amor con Elizabeth Taylor en Un lugar en el sol (1951) establecieron un nuevo estándar para el romance en el cine. Sus papeles en De aquí a la eternidad (1953), donde interpreta al soldado de infantería Robert E. Lee Prewitt, y en El baile de los malditos (1958) son considerados los más característicos de su carrera. Según parece, Clift rechazó los papeles protagonistas en Sunset Boulevard (1950) y East of Eden (1955).
Clift y su rival en la pantalla, Marlon Brando, que nació en la misma ciudad —Omaha, Nebraska— fueron conocidos popularmente en Hollywood como «los gemelos de oro», por su rápido ascenso al estrellato.

## Accidente de coche
El 12 de mayo de 1956, mientras filmaba El árbol de la vida, su coche se empotró contra un poste de teléfono tras salir de una fiesta en casa de Elizabeth Taylor, coprotagonista de la película y una de sus mejores amigas desde que rodaron juntos A Place in the Sun. Avisada por su amigo Kevin McCarthy, que había presenciado el accidente, Taylor corrió hasta el lugar y salvó a Clift de morir ahogado extrayéndole dos dientes que se le habían clavado en la garganta. Clift fue sometido a cirugía plástica y fue Elizabeth Taylor quien evitó que la prensa molestara al actor durante su estancia en el hospital y que se lo fotografiase hasta que su cara fue correctamente tratada y reconstruida. Volvió tras unas semanas para terminar la película. Ambas caras de Clift, antes y después, aparecen claramente en la película. Desde antes del accidente, Clift abusaba del alcohol y los calmantes. Después del accidente siguió en una espiral de autodestrucción que se considera el «suicidio más largo vivido en Hollywood». Él y Liz Taylor, a quien llamaba Bessie Mae, fueron grandes amigos hasta su muerte.

## Carrera tras el accidente
El accidente de coche aceleró el camino hacia su autodestrucción con el abuso de sustancias ilegales. En su primera película desde el accidente, Clift protagonizó Río salvaje (1960) junto con Lee Remick, un film incluido por su importancia en el Registro Nacional de los Estados Unidos. También coprotagonizaría Vidas rebeldes en 1961, que resultaría ser la última película de Marilyn Monroe y también la de Clark Gable. Su estilo de vida autodestructivo estaba arruinando su salud. Universal lo demandó en 1962 durante la grabación de Freud, pasión secreta por sus frecuentes ausencias. El caso se resolvió fuera de los juzgados; el éxito de taquilla de la película resultó beneficioso para ambas partes.
Clift recibiría una última nominación a los Óscar como mejor actor de reparto en ¿Vencedores o vencidos? (1961), en un papel de siete minutos. También participaron Spencer Tracy, Marlene Dietrich, Maximilian Schell, Burt Lancaster y Judy Garland. El director Stanley Kramer escribiría en sus memorias que Clift no conseguía recordar sus líneas, a pesar de que sólo salía en una escena:

Al final le dije “Mira, Monty, olvídate de las líneas. Tú estás en el estrado. El fiscal te dice algo y luego el abogado de la defensa te ataca con dureza, y tú echas un vistazo al guion y sueltas una palabra. Eso estará bien. Di lo que sea, en realidad no importa. Simplemente vuélvete hacia Tracy cuando quieras e improvisa algo. Estará bien porque eso mostrará la confusión de tu personaje”. Él pareció calmarse. Nunca seguía el guion al pie de la letra, lo que dijera siempre encajaba perfectamente, y finalmente lo hizo tan bien como yo esperaba.

## Muerte
Montgomery Clift murió a los 45 años por complicaciones de salud debidas a su adicción al alcohol y a las drogas. Se encontraba en su apartamento de la calle 61, situado en el Upper East Side neoyorquino (conocido como el Brownstone). Supuestamente, su asistente le oyó decir sus últimas palabras cuando lo llamó para que saliese de su habitación, preguntándole si quizá le gustaría ver Vidas Rebeldes en la televisión, a lo que Clift contestó con rotundidad: «No, en absoluto». Fue enterrado en el Cementerio Quaker, Prospect Park, Brooklyn.
En el Paseo de la Fama de Hollywood Clift tiene una estrella en el 6104 de Hollywood Blvd.

## Filmografía
| Año  | Título                 | Director             |
| ---- | ---------------------- | -------------------- |
| 1948 | Río Rojo               | Howard Hawks         |
| 1948 | Los ángeles perdidos   | Fred Zinnemann       |
| 1949 | La heredera            | William Wyler        |
| 1950 | Sitiados               | George Seaton        |
| 1951 | A Place in the Sun     | George Stevens       |
| 1953 | I Confess              | Alfred Hitchcock     |
| 1953 | Estación Termini       | Vittorio De Sica     |
| 1953 | De aquí a la eternidad | Fred Zinnemann       |
| 1957 | El árbol de la vida    | Edward Dmytryk       |
| 1958 | Corazones solitarios   |                      |
| 1958 | The Young Lions        | Edward Dmytryk       |
| 1959 | Suddenly, Last Summer  | Joseph L. Mankiewicz |
| 1960 | Río salvaje            | Elia Kazan           |
| 1960 | The Misfits            | John Huston          |
| 1961 | Judgment at Nuremberg  | S. Kramer            |
| 1962 | Freud, pasión secreta  | John Huston          |
| 1966 | El desertor            | Raoul Lévy           |

## Premios y distinciones
En 1960, Clift fue honrado con una estrella en el Paseo de la Fama de Hollywood en 6104 Hollywood Boulevard.
Premios Óscar
| Año  | Categoría              | Película               | Resultado |
| ---- | ---------------------- | ---------------------- | --------- |
| 1949 | Mejor actor            | Los Ángeles Perdidos   | Nominado  |
| 1952 | Mejor Actor            | A Place in the Sun     | Nominado  |
| 1954 | Mejor Actor            | De Aquí a la Eternidad | Nominado  |
| 1962 | Mejor Actor de Reparto | Judgment at Nuremberg  | Nominado  |

Premios Globos de Oro
| Año  | Categoría              | Película              | Resultado |
| ---- | ---------------------- | --------------------- | --------- |
| 1962 | Mejor actor de reparto | Judgment at Nuremberg | Nominado  |

Premios BAFTA
| Año  | Categoría              | Película              | Resultado |
| ---- | ---------------------- | --------------------- | --------- |
| 1962 | Mejor actor de reparto | Judgment at Nuremberg | Nominado  |